# For lækker til love
For lækker til love er et dansk reality-program, hvis præmis er, at en række kræsne singler dater potenielle partnere. Blandt de medvirkende har bl.a. været Ciano, Gustav Salinas og Sy Lee.
Første sæson havde premiere den 24. april 2011. Anden sæson havde premiere den 1. september 2011. Det blev sendt frem til 2014, men i foråret 2019 blev det relanceret.